# Kinneret (Israel)

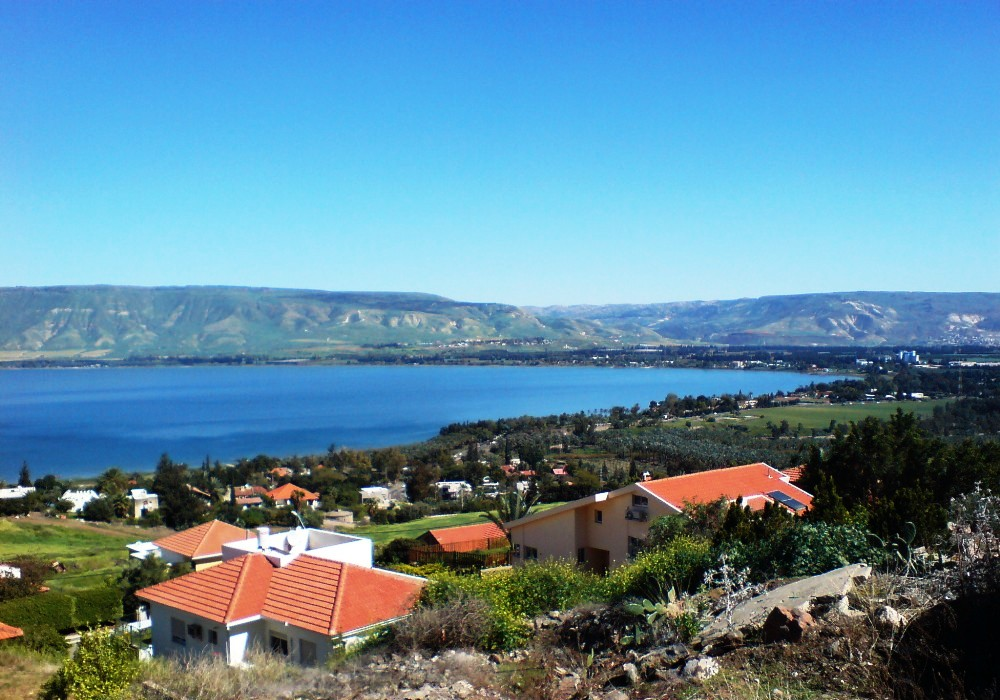
Kinneret (Israel) y el Mar De Galilea

Kinneret (hebreo: כנרת) es una aldea o moshava en la costa sudoeste del Mar de Galilea en Israel. Situada en el norte del Valle de Jordania, 6 kilómetros al sur de Tiberíades, está bajo la jurisdicción del Concejo Regional de Emek HaYarden. La aldea está a unos 185 metros por debajo del nivel del mar, y en 2006 tenía una población de 510 habitantes.
La aldea fue establecida como una colonia en 1908 por la Jewish Colonization Association y tomó su nombre del antiguo nombre del Mar de Galilea. En sus primeros años, fue poblada por campesinos locales de las aldeas circundantes. Después de la independencia, la aldea se convirtió en un consejo local con un área de 7000 Dunums. De todos modos, debido a la reorganización del gobierno local en 2003, quedó bajo el control del Concejo Regional de Emek Yaharden.
- Datos: Q2891213
- Multimedia: Kinneret (Moshava) / Q2891213